# Златица (община)
Златица (болг. Община Златица) — община в Болгарии. Входит в состав Софийской области. Население составляет 6556 человек (на 21.07.05 г.).
Административный центр общины в городе Златица. Кмет общины Златица — Нонка Кирилова Каменова по результатам выборов 2007 года.

## Состав общины
В состав общины входят следующие населённые пункты:
1. Златица
2. Карлиево
3. Петрич
4. Церквиште